# Koen Crucke
Koenraad Desiré Arthur (Koen) Crucke (Ledeberg, 11 februari 1952) is een Vlaams zanger, acteur, auteur en politicus.

## Biografie
Crucke was van kinds af aan bezig met theater en televisie. Hij had de kelder van zijn ouders omgebouwd tot een televisiestudio en speelde presentator en zanger terwijl zijn vriendjes de camera hanteerden die gemaakt was van schoendozen waarin een lege huls van een toiletrolletje gekleefd was. Hij zong de populaire liedjes na van al wie toen succes had. Op school had hij maar één interesse: de lessen muziek van Meester Demeyere. Voor het eindexamen bestudeerde hij hoe Edith Piaf haar chansons bracht. Hij imiteerde haar en won de beste cijfers van de klas.
Bij de zeescouts verbaasde hij zijn Franstalige vriendjes op een kamp in Wallonië met een recital van Piaf. Een accordeonist hoorde hem zingen en stelde hem voor aan Firmin Steyaert die destijds met een combo doorheen Vlaanderen toerde op feesten en amusementsavonden. Crucke werd de vaste zanger van het orkest en bracht op zijn veertiende zijn eerste solo-single uit: "Dromen".
Ondertussen was hij ingeschreven in de Gentse Kappersschool. Hij volgde opleiding tot kapper en werkte als leerling in diverse salons van de stad. Hij ging drie jaar later les notenleer volgen aan het Koninklijk Conservatorium te Gent. Liane Soudan, de lerares, was begeesterd door zijn stem en liet hem auditeren in de Opera van Gent. Crucke kreeg op zijn zeventiende als jongste solist van het huis een contract voor koor en kleine rollen. Een jaar later werd hij bevorderd tot eerste tenore buffo. Hij had na enkele jaren een vijftigtal rollen op zijn repertoire en speelde gemiddeld 150 voorstellingen per theaterseizoen onder de directie van Locufier, Lottigiers, Martelli, Vanden Broecke enz.

### Operazanger
Crucke was eerste tenor buffo bij achtereenvolgens de Opera van Gent, Opera van Vlaanderen en de Vlaamse Opera. Bij de fusie van de Antwerpse en Gentse gezelschappen en het faillissement van de stichting verloor hij net zoals zijn collega-zangers, -zangeressen en -musici zijn vaste baan. In tegenstelling tot vele anderen weigerde Crucke toen een wettelijke regeling maar verkoos een nieuwe carrière te starten. Hij had ondertussen 52 rollen op zijn vaste repertoire en was regelmatig te gast in Operettetheaters in Duitsland en Oostenrijk. Hij kreeg de prijs voor beste interpretant in een Beethoven-productie op het Festival van Passau (Duitsland) waar hij Jacquino zong in "Fidelio".

### Televisie & Radio
Zo werd Crucke door de BRT opgemerkt. In een mum van tijd werd hij een televisiepersoonlijkheid. Hij was regelmatig te gast in diverse programma's en had zijn eigen show Tijd voor Koen, waarin licht-klassieke muziek, opera en operette aan bod kwamen. Hij was onder andere ook een vast panellid in het spelprogramma Zeg Eens Euh!. Daarnaast was hij regelmatig te gast in programma's bij onder meer ZDF (Duitsland), ORF (Oostenrijk), VARA, VPRO. Ook bij VRT-zender Radio 2 had hij zijn eigen show Serenade.
Hij stond er aan de wieg van het destijds populaire programma "De Zoete Inval". Hij fungeerde als panellid en zanger in meer dan honderd afleveringen van deze show.
Bij kinderen is Crucke bekend als kapper Albert Vermeersch (bijnaam Alberto Vermicelli) in de tv-jeugdserie Samson en Gert.
Op 6 juni 2006 maakte Crucke bekend dat hij wegens tijdgebrek en andere activiteiten even een stap opzij moest zetten en zodoende niet langer aan de theatershows rond Samson en Gert kon deelnemen. Hij bleef echter een losse medewerker van Studio 100. In 2008 keerde hij terug als Alberto. Er werd ook een bioscoopfilm rond het duo gemaakt waarin hij meespeelt, Hotel op stelten. Eerder was hij ook te zien in de films Zware Jongens, Blueberry Hill en Koko Flanel.
In 2008 nam Crucke deel aan het VTM-dansprogramma Sterren op de Dansvloer. Hij was tijdens het najaar te zien in een nieuwe productie van de Vlaamse Opera.
Hij was gedurende de eerste drie seizoenen vast jurylid voor de audities van de Ketnet-musicals.

### Politiek
Crucke was tussen 2000 en 2006 tijdens één legislatuur lid van de gemeenteraad van Gent voor de liberale partij VLD.

### Populaire muziek
Crucke bracht een reeks cd's uit onder het label van EMI, later Alora-Music en CNR Music. In 2021 bracht hij samen met Louis Flion het feestlied Helemaal Koekoek uit.
Hij toert sedert 2023 door Vlaanderen en Nederland met de show "Discobar Joossens ft MC Spaghetti" waarin hij tientallen refreinen uit populaire songs aaneenrijgt en laat meezingen door het publiek. Met deze show toert hij naar festivals, feesten en discotheken.

### Theater
Na het failliet van de Vlaamse Opera en het collectief ontslag van alle medewerkers werd hem meteen een contract aangeboden als acteur bij het Nederlands Toneel Gent onder toenmalig directeur Jef Demedts. Crucke speelde er gedurende drie seizoenen mee in diverse prestigieuze producties waaronder het befaamde "Dokter Devuyst" van Bart Peeters en Jan Leyers waarin hij een van de hoofdrollen interpreteerde: Armando Dio, alias God. Hij speelde onder andere in NTG, KVS-Brussel en KNS Antwerpen onder de regie van Manfred Karge, Bart Peeters, Jef Demedts, Dirk Tanghe, Hugo Vanden Berghe enz.. Na drie seizoen besloot Crucke om zijn contract niet te verlengen omdat hij als zanger een andere carrière beoogde.
Crucke is ook bekend geworden door zijn monologen. Hij begon de reeks met Honger, een ludieke visie op afslanken en koken. Daarna volgde Cri-Cri, een dramatische kijk op het leven van een aftandse travestiet. In 2005 was hij te zien in Caruso, een vrije bewerking van het leven van de beroemde tenor Enrico Caruso.
Hij speelt ook mee in musicalproducties. Hij was onder andere te zien in de Vlaamse versie van Beauty & the Beast. Broadway-regisseur Glen Casale zag hem aan het werk en loofde hem voor zijn professionaliteit. In een interview met de krant De Standaard noemde Casale hem wereldwijd de beste vertolker van de rol van Maurice in die musical.
Van november 2007 tot maart 2008 speelde Crucke de rol van de koning in de musical Assepoester, eerst op Nederlandse bodem in de Efteling, daarna in de Stadsschouwburg Antwerpen. Hij ontving in 2008 voor deze rol de Musical Award voor beste acteur/zanger in een bijrol.
Vanaf september 2008 speelde en zong hij de rol van Max Detweiler in The Sound of Music. Deze productie van V&V Entertainment in samenwerking met het Efteling Theater liep tot juli 2009 in Nederland, kwam daarna naar Vlaanderen en keerde vervolgens terug naar Nederland. In 2010 werd de tournee ten slotte afgesloten met een reeks voorstellingen in Vlaanderen. Crucke speelde 600 keer Oom Max in deze productie.
Sinds jaren brengt hij van tijd tot tijd samen met minister van staat en oud-NAVO-secretaris-generaal Willy Claes, in diens hoedanigheid als pianist, een licht, gemengd liedjesprogramma.
Bij amateurgezelschap "Het Belcantogezelschap van Sint-Niklaas" speelde Crucke in 2010 mee in de operette Im Weissen Rössl en in 2012 en Een Nacht in Venetië (Eine Nacht in Venedig).
Hij speelde ook diverse rollen in musicals zoals 'Alice in Wonderland', in 3D, met K3. Hij speelde en zong verschillende rollen in de producties van Minth, een jong gezelschap uit Brasschaat dat hedendaagse versies brengt van operette en musical.
Hij werkt graag samen met regisseur Frank Van Laecke met wie hij de verruiming van het operavak ervaart als een nieuw gegeven voor de toekomst.
Crucke toerde twee jaar lang in de culturele centra met het populaire programma "Brasserie Nostalgie" waarin hij samen met Margriet Hermans populaire muziek bracht, doorspekt met humor, conferences en verhalen.
Hij stelde sedert de Gentse Feesten 2017 samen met Luk De Bruyker (Pierke Pierlala) een nieuw programma samen, doorspekt van poëzie en muziek met betrekking tot Gent en de Gentse ziel. Dit nieuwe elan kreeg zijn vervolg in onder andere "Twee Hieres van Stand" en een overzicht van 100 jaar volks muziektheater in Gent onder de titel "Revue". Zij zijn een vaste waarde geworden die tijdens die Gentse Feesten een productie brengen in de Minardschouwburg in Gent.
Een absoluut hoogtepunt uit zijn carrière was de musical "La Cage aux Folles" die in oktober 2019 in première ging in Theater Elckerlyc in Antwerpen. Hij speelde en zong hierin de hoofdrol Zaza in een productie van Deep Bridge en onder regie van Stany Crets met als tegenspeler acteur Koen Van Impe. De pers en media waren laaiend enthousiast over deze interpretatie en bejubelden die als "wereldklasse".
Hij speelde in 2025 ook dezelfde rol in de theaterproductie voor Loge 10 en is daarmee de enige Vlaming (en Belg) die de rol zowel in de musical als in het theater gespeeld heeft.
Hij is een vaste waarde bij het Farcetheater onder leiding van Anthony Van Caeneghem. Dit gezelschap brengt jaarlijks enkele comedy-producties met professionals die het genre aankunnen. Dat er nood is aan dit soort theater blijkt uit de uitverkochte zalen tijdens een telkens uitgebreide tournee door Vlaanderen.

### Boeken en columns
In 2002 en 2007 bracht hij een boek uit over de diëten waarmee hij zo'n 50 kilo afviel. Zijn ervaringen hierover bundelde hij in het in België bijzonder populaire boek 33 kilo later. Hij schreef acht boeken over gezonde keuken. In totaal werden hiervan meer dan 250.000 exemplaren verkocht. Titels: "33 Kilo later", "De Kilo's onder controle" (World Cookbook Award 2002), "Koen en de Kookkids" (bekroond tot beste kinderkookboek van Nederland), "Heerlijk Grieks", "Heerlijk Italiaans", "Heerlijk Spaans", "De geheime adresjes van Koen Crucke". In september 2017 kwam een nieuw boek van zijn hand uit in Vlaanderen en Nederland. In "Verhalen uit het Kapsalon" geeft hij een bloemlezing van de grote en kleine menselijke verhalen die kappers te horen krijgen van hun klanten.
Op verzoek van uitgeverij De Eenhoorn schreef hij het boek Oooh van Opera, dat als steun kon fungeren bij muzieklessen over de lyrische kunst bedoeld voor kinderen vanaf 8 jaar. Het boek geeft informatie over het maken van operavoorstellingen, over de werking van een operahuis en over de inhoud van enkele operawerken waarin kinderen voorkomen. Het boek werd met enthousiasme onthaald door de internationale operagemeenschap en werd vertaald naar het Engels, Duits, Italiaans, Koreaans en Frans.
Zijn nieuwste boek "Verhalen uit het Kapsalon" vindt zijn oorsprong in de drie jaar waarin hij daadwerkelijk kapper was (lang voor Alberto in "Samson & Gert" aan bod kwam). Crucke heeft destijds een hele reeks verhalen genoteerd: vaak intieme verhalen van klanten tijdens hun bezoek aan de kapper.
Hij schreef tijdens de jaren negentig columns voor Panorama/De Post en Flair.

### Privéleven
Op 26 maart 2004 trad hij in het huwelijk met manager Jan Gheysens, sedert 1969 zijn levensgezel. Hij was een van de eerste Bekende Vlamingen die gebruik maakten van het toen net gelegaliseerde homohuwelijk. Zij hebben samen via legale weg een volwassen zoon geadopteerd. Dat was de allereerste adoptie binnen deze context in België.
Crucke heeft een patissieropleiding gevolgd en is ook nog effectief kapper geweest.
Crucke verhuisde naar De Haan in 2011 en woont er met zijn man Jan.

## Werk

### Operette en musical
Abraham - Die Blume von Hawai (Jim Boy) - Viktoria und ihr Husar (Janczy) - Märchen im Grand Hotel (Albert) - Antheunis Het meisje van Zaventem (Rink) - Benatzky - Casanova (Costa) - Die drei Musketiere (Aramis) -, Im Weissem Rössl (Leopold / Sigismund) - Irving Berlin - Annie get your gun (Tommy) - Jean Blaute - Pinokkio (Kater) - Wolfsklem (Ouverture) - Bertold Brecht - Dreigroschenopern (Peachum) - Brel / Leigh - L’homme de La Mancha (Sancho Panza) - Bricuse - Jekyll & Hyde (Danvers) - Paul Burkhard - Das Feuerwerk (Jozef) - Dostal - Clivia (Lelio) - Monika (Anton Gruber) - Die Ungarische Hochzeit (Edrödy) - Fall - Der Fidele Bauer (Vincenz) - Die dollarprinzessin (Freddy) - Die Rose von Stambul (Fridolin) - Madame Pompadour (Jozef Calicot) - Der liebe Augustin (Mikolic) - Louis Ganne - Les Saltimbanques (Malicorne) - Madame Pompadour (Calicot) - Die keusche Suzanne (Paul) - Hahn - Ciboulette (Duparquet) - Oscar Hammerstein II - Carousel (Enoch) - Heuberger - Der Opernball (Georges Dumenil) - Jessel - Schwarzwaldmädel (Richard) - Kalman - Czardasfürstin (Boni) - Hollands Wijfje (Peter) - Gräfin Mariza (Zsupan) - Die Zirkusprinzessin ( Toni Schlumberger) - Viooltje van Montmartre (Florimond Hervé) - Walter Kollo - De Bommelbaron (Droogkeeltje) - Wie einst im Mai (Augustin) - Künneke ) Der Vetter aus Dingsda (Neef uit het Oosten) (Roderich) - Lehar - Die Lustige Witwe (Njegus) - Der Graf von Luxemburg (Brisard) - Zigeunerliebe (Dragotin) - Eva (Dragobert) - Land des Lächelns (Gustav von Pottenstein) - Der Zarewitch (Tsarewitch / Ivan) - Giuditta (Pierrino) - Frederieke (Lenz) - Paganini (Pimpinelli) - Schön ist die Welt (Sasha) - Zigeunerliebe (Joshi) - Mitch Leigh - La Cage aux Folles (Zaza) - Leyers – Peeters - Dokter Devuyst (Armando Dio) - Lecocq - La fille de madame Angot (Pomponnet) - Lincke - Frau Luna (Fritz) - Im Reiche des Indra (Gustav) - Loewe/Lerner - My fair Lady (Freddy Einsford-Hill) - Mackeben - Die Dubarry (Brissac) - Millöcker - Der Bettelstudent (Jan Janicki) - Gasparone (Benozzo) - Nachtergaele - De bruiloft van Don Juan (Sganarelle) - Nedbal - Polenblut (Bronio) - Offenbach - Orphée aux enfers (Cerberus) - La vie Parisienne (Frick) - La belle Hélène (Ajax) - Monsieur Choufleuri (Peterman) - La Périchole (Panatellas) - Pasztor - Het dorp zonder klok - Henri Planquette - Les cloches de Corneville (Grenicheux) - Fred Raymond - Maske im Blau (Jozef Fraunhofer) - Saison in Salzburg (Toni) - Cole Porter - Kiss me Kate (Eerste gangster) - Armand Preudhomme - Op de purp’ren hei (Kobe) - Richard Rodgers - The sound of Music (Max – Rolf) - Assepoester (Koning Maximiliaan) - Rodgers & Hammerstein - Oklahoma (Will Parker) - Romberg - Le chant du désert (Onésime) - Scotto - Un de la Cannebière (Toinet) - Schröder - Hochzeitsnacht im Paradies (Felix) - Schubert - Das Dreimädelhaus (Franz) - Johann Strauss jr - Die Fledermaus (Blind/Orlovsky) - Eine Nacht in Venedig (Pappacoda) - Der Zigeunerbaron (Zsupan) - Wienerblut (Jozef) - Oscar Strauss - Ein Walzertraum (Lothar) - Der dapfere Soldat (Bumerli) - Der letzte Walzer (Mirkowitch) - Stephen Sondheim - A little Night Music (Frid) - Van Cauwenbergh - Veel geluk Professor (Pierre Falke) - Johan Van den Eede - Assepoester (Koning) - Robin Hood (Koning Jan) - Doornroosje (Koning Leopold) - Valenti - Beaty & the beast (Maurice) - Varnay - Les mousquetaires au couvent (Brissac) - Von Suppé - Banditenstreiche (Lelio) - Boccaccio (Lotteringhi) - Miguel Wiels (ea) - Alice in Wonderland (Hoedenmaker / Rups) - Zeller - Der Vogelhändler (Adam / Stanislaus)

### Opera
D’Albert - Tiefland (Nando) - Beethoven - Fidelio (Jacquino) - Bellini - Norma (Flavio)- Benoit - De Pacificatie van Gent (Prins) - Berg - Wozzeck (Andres) - Bizet - Carmen (Remendado / Dancairo) - Boito - Mefistofele (Nereo) - Britten- Peter Grimes (Horace) - Cilea - Adriana Levouvreur (Abbé de Chazeuil) - L’Arlesiana (Metufio) - Charpentier - Louise (Etudiant) - Delibes - Lakmé (Hadji) - Donizetti - Lucia di Lammermoor (Normanno) - Don Pasquale (Notario) - Giordano - Andrea Chenier (Mathieu) - Fedora (Désiré) - Gounod - Roméo et Juliette (Benvolio) - Henze - We come to the river (First Soldier) - Lee Hoiby - Nathalia Petrovna (Kolya) - Humperdinck - Hänsel und Gret’l (Peperkoekenheks) - Janacek - Aus einem Totenhaus (Skuratov) - Kienzl - Der Evangeliman (Xaver) - Korngold - Die tote Stadt (Gastone) - Leoncavallo - I Pagliacci (Beppe) - Mascagni - Iris (Voddenkoopman) - Massenet - Werther (Brühlmann) - Menotti - The Consul (Nikita Magadoff) - The Medium (Toby) - Messager - Véronique (Séraphin) - Moussorgski - Boris Godoenov (Kruschov) - Mozart - Die entfürung aus dem Serail (Pedrillo) - Le nozze di Figaro (Don Basilio) - Don Giovanni (Ottavio) - Die Zauberflöte (Monostatos) - Amedée Németh - François Villon (Bertaut) - Nicolaï - Die lustigen weiber von Windsor (Spärlich) - Offenbach - La vie Parisienne (Bobinet) - Les contes d’Hoffmann (Spalanzani) - Orphée aux enfers (Apollon) - La belle Hélène (Ajax I) - Ponchielli - La Gioconda (Isepi) - Puccini - Manon Lescaut (Edmondo / Balletleraar) - La Bohème (Parpignol) - Tosca (Spoleta) - La Fanciulla del West (Nick) -Il Tabarro (Tinca) - Gianni Schicchi (Gerardo) - Turandot (Eerste Minister / Derde Minister) - Rimsky-Korsakov - Sadko (Duda) - Rossini - Guillaume Tell (Rodolphe) - Il Barbiere di Siviglia (Bartolo) - Saint-Saëns - Samson et Dalila (Eerste Filistijn) - Richard Strauss - Salome (eerste jood) - Der Rosenkavalier (Valzacchi) - Frans Von Suppé - Pique Dame (maître de cérémonie) - Ambroise Thomas - Mignon (Laërte) - Tsjaikovsky - Eugen Onegin (Trike) - Giuseppe Verdi - Macbeth (Malcolm) - Rigoletto (Borsa) - La Forza del Destino (Trabuco) - Aida (Messagere) - Otello (Cassio) - Falstaff (Bardolfo) - Von Einem - Besuch der Alten Dame (Butler) - Carl Maria von Weber - Der Freischütz (Kilian) Zandonai - Francesca da Rimini (Malatestino dal’occhio)

### Andere
- Samson & Gert Kerstshows (1991-2006,2009-2019)
- Assepoester (2007-2008) - in het Efteling Theater
- Samson & Marie Kerstshows (2022–2023)

## Trivia
- Schilder Michaël Borremans verklaarde in een Humo-interview uit 2006 met Rudy Vandendaele dat hij zich voor zijn schilderij From Telly (2003) liet inspireren door een Samson en Gert-aflevering waarin Crucke als Alberto Vermicelli een tutu draagt.[2]
- Op 3 maart 2012 was hij te gast in Ketnet King Size, dat toen in het teken stond van Klara 4 kids.
- In 2017 gaf Crucke aan dat zijn personage in Samson&Gert op mannen valt.
- In 2021 stond Koen Crucke samen met Louis Flion op nummer 1 in de EK-song Top 6 van Q-Music met het lied Helemaal Koekoek.
- In 2022 kreeg Crucke als verdienstelijke inwoner van De Haan de Grote Pluim uitgereikt.